# آبي روكفلر
آبي روكفلر (بالإنجليزية: Abby Rockefeller)‏ هي نسوية أمريكية، ولدت في 1943.